# Bataille de la Somme
 (septembre 2022).
Si vous disposez d'ouvrages ou d'articles de référence ou si vous connaissez des sites web de qualité traitant du thème abordé ici, merci de compléter l'article en donnant les références utiles à sa vérifiabilité et en les liant à la section « Notes et références ».
Pour l’article homonyme, voir Bataille de la Somme (1918).
Première Guerre mondiale
Batailles
Bataille de la Somme
- Albert
- Crête de Bazentin
- Bois Delville
- Pozières
- Guillemont (en)
- Ginchy
- Flers-Courcelette
- Morval
- Crête de Thiepval
- Le Transloy
- Hauteurs de l'Ancre

- Liège (8-1914)
- Namur (8-1914)
- Frontières (8-1914)
- Anvers (9-1914)
- Grande Retraite (9-1914)
- Marne (9-1914)
- Course à la mer (9-1914)
- Yser (10-1914)
- Messines (10-1914)
- Ypres (10-1914)
- Givenchy (12-1914)
- 1re Champagne (12-1914)
- Hartmannswillerkopf (1-1915)
- Neuve-Chapelle (3-1915)
- 2e Ypres (4-1915)
- Colline 60 (4-1915)
- Artois (5-1915)
- Festubert (5-1915)
- Quennevières (6-1915)
- Linge (7-1915)
- 2e Artois (9-1915)
- 2e Champagne (9-1915)
- Loos (9-1915)
- Verdun (2-1916)
- Redoute Hohenzollern (3-1916)
- Hulluch (4-1916)
- 1re Somme (7-1916)
- Fromelles (7-1916)
- Arras (4-1917)
- Vimy (4-1917)
- Chemin des Dames (4-1917)
- 3e Champagne (4-1917)
- 2e Messines (6-1917)
- Passchendaele (7-1917)
- Cote 70 (8-1917)
- 2e Verdun (8-1917)
- Malmaison (10-1917)
- Cambrai (11-1917)
- Bombardements de Paris (1-1918)
- Offensive du Printemps (3-1918)
- Lys (4-1918)
- Aisne (5-1918)
- Bois Belleau (6-1918)
- 2e Marne (7-1918)
- 4e Champagne (7-1918)
- Château-Thierry (7-1918)
- Le Hamel (7-1918)
- Amiens (8-1918)
- Cent-Jours (8-1918)
- 2e Somme (9-1918)
- Bataille de la ligne Hindenburg
- Meuse-Argonne (10-1918)
- Cambrai (10-1918)

Front italien
Front d'Europe de l’Est
Front des Balkans
Front du Moyen-Orient
Front africain
Bataille de l'Atlantique
La bataille de la Somme en 1916, lors de la Première Guerre mondiale, a opposé les Alliés britanniques et français aux Allemands, à proximité de la Somme, essentiellement dans le département de même nom. Il s'agit de l'une des tragédies les plus sanglantes du conflit.
Conçue en décembre 1915, par Joffre, commandant en chef des armées françaises, l'offensive de la Somme dut être amendée du fait du déclenchement de la bataille de Verdun, le 21 février 1916. Foch fut chargé par Joffre de sa mise en œuvre. Les Français, qui devaient fournir l'effort principal, épuisés par la bataille de Verdun, durent la confier aux Britanniques.
Ce fut la première offensive conjointe franco-britannique de la Grande Guerre. Les forces britanniques lancèrent là leur première opération d’envergure, et tentèrent avec les troupes françaises de percer les lignes allemandes fortifiées sur une ligne nord-sud de 45 km, proche de la Somme, dans un triangle entre les villes d'Albert du côté britannique, Péronne et Bapaume du côté allemand.
Il s'agit de l'une des batailles les plus meurtrières de l'histoire (hors victimes civiles) avec, parmi les belligérants, environ 1 061 117 victimes, dont environ 442 254 morts ou disparus. Pour la Première Guerre mondiale, dans ce sinistre classement, elle se place derrière l'offensive Broussilov, qui s'est déroulée sur le front de l'Est en Galicie, mais devant Verdun. La première journée de cette bataille, le 1er juillet 1916, fut, pour l'armée britannique, une véritable catastrophe, avec 58 000 soldats mis hors de combat, dont 19 240 morts.On estime a 611 172 254 le nombres de munitions tirées lors de cette bataille. 
La bataille prit fin le 18 novembre 1916. Son bilan militaire fut peu convaincant. Les gains de territoires des Alliés furent très modestes, une douzaine de kilomètres vers l'est tout au plus, et le front ne fut pas percé. Les combats usèrent les adversaires, sans vainqueurs ni vaincus.
La bataille de la Somme se singularise, cependant, par deux innovations :
- sur le plan militaire, par l'utilisation, pour la première fois sur un champ de bataille, d'une arme nouvelle, le char d'assaut ;
- l'utilisation du cinéma à des fins de propagande : pour la première fois, un film, La Bataille de la Somme, saisit une grande partie des horreurs de la guerre moderne en incluant des images tournées lors des premiers jours de la bataille.

Ces événements furent également couverts par des photographes et peintres, comme François Flameng, peintre officiel des armées françaises, dont les nombreux croquis et dessins de ces événements parurent dans la revue L'Illustration.
La mémoire collective des Français n'a pas gardé un souvenir de la bataille de la Somme aussi important que celles des Britanniques, des Canadiens, des Sud-Africains, et surtout des Australiens et des Néo-Zélandais qui la considèrent comme un des événements fondateurs de leurs jeunes nations. Le 1er juillet est une journée de commémoration sur les principaux lieux de mémoire du Commonwealth dans le département de la Somme, de même que l'ANZAC Day, la journée du 25 avril, notamment. Le mémorial national australien à l'étranger le plus connu se trouve à Villers-Bretonneux ; de même, les Britanniques ont fait édifier un imposant mémorial à Thiepval.

## Contexte historique
Le front occidental est stabilisé depuis décembre 1914, à la suite de la course à la mer. Les combats de 1915 d'Artois et de Champagne n'ont pas fait bouger les lignes. Le front de la Somme est un secteur relativement calme au cours de l'année 1915, les Allemands lançant une grande offensive sur Ypres.
Joffre, inquiet des pertes humaines, du manque d'unité de vue et de la dispersion des efforts militaires chez les Alliés souhaite un renforcement de la coopération franco-britannique et préconise une grande offensive pour 1916, à la belle saison.
Côté britannique, le général en chef John French est remplacé en décembre 1915 par Douglas Haig.

### Un projet d'opération franco-britannique
La conférence interalliée de l'Entente à Chantilly, les 6 et 7 décembre 1915 débouche sur la décision d'attaquer les Empires centraux sur tous les fronts en 1916, en Russie, en Italie et sur le Front de l'Ouest. Seulement aucune date n'est fixée, et il faudrait attendre juin ou juillet pour espérer une participation russe. Joffre, nommé commandant en chef de l'armée française début décembre 1915 obtient lors de négociations bilatérales la mise en œuvre d'une offensive conjointe franco-britannique. Les lignes françaises rejoignent les lignes britanniques sur la Somme, c'est donc ce secteur qui est désigné.
En 1916, l’armée britannique en France manque d’expérience, sa partie professionnelle, six divisions, ayant été décimée en 1914-1915. La plus grande partie de ses effectifs est composée de volontaires des forces territoriales et de la nouvelle armée de Kitchener. Les officiers ont été promus rapidement et manquent à la fois de formation et d’expérience. Haig collabore volontiers avec Joffre, mais il souligne l'indépendance du corps expéditionnaire anglais, le commandement n'est donc pas unifié. Joffre monte donc cette offensive avec l'armée française comme acteur principal au sud de la Somme, qui doit être appuyée par le corps expéditionnaire britannique moins aguerri entre la Somme et Arras. Il nomme Foch, commandant du Groupe d'Armées Nord, responsable de l'opération. Une autre conférence à Chantilly le 14 février 1916 fixe le début de l'offensive au 1er juillet 1916.

### Les plans initiaux contrariés
Lorsque l'armée allemande lance son offensive sur Verdun, le 21 février 1916, le commandant en chef britannique propose de venir aider son allié. Joffre décide que l'armée française peut faire face sans cet appui tout en pressant Haig de mettre en place l'offensive sur la Somme le plus tôt possible. Le printemps voit les plans de la bataille changer, car l'engagement français à Verdun ponctionne les troupes prévues pour l'offensive de la Somme. Fin mai le dispositif français est réduit au point que l'armée britannique est désormais l'élément principal de l'opération. Le front d'attaque prévu sur 70 km est finalement réduit à 40. Il ne s'agit plus de réaliser une percée décisive mais d'user l'ennemi. Aux troupes britanniques est confiée l'offensive au nord du fleuve de Maricourt à Bapaume, les Français étant chargés de la partie sud entre Maricourt et Lassigny. L'armée française est donc positionnée sur les deux rives du fleuve. Finalement la date du 24 juin est adoptée pour le début de la préparation d'artillerie, et le 1er juillet pour l'assaut.
Côté allemand, Falkenhayn ne prend pas de dispositions particulières, l'état-major attendant une offensive alliée sur l'Artois ou en Alsace, et estime que les préparatifs alliés ne sont qu'une diversion. Le terrain de la bataille est le plateau picard, terrain crayeux propice au creusement de tranchées. Le maillage des villages, distants de deux à quatre kilomètres, permet une défense en profondeur, ce qu'ont organisé les troupes de von Below depuis 1914.

## Le front

Bassin hydrographique de la Somme

### Localisation
La bataille eut lieu pour l'essentiel sur le territoire du département de la Somme à l'est d'Amiens entre les villes d'Albert et Roye et leurs environs. La partie nord du front de bataille se situait sur la ligne de partage des eaux entre le bassin versant de la Somme et celui de l'Escaut. Les combats se déroulèrent sur le plateau picard, de part et d'autre de la Somme, au sous-sol crayeux propice au creusement d'abris souterrains. Le climat très souvent humide rendait fréquemment le sol boueux et la progression des troupes difficile.

### Position des armées

#### L'armée allemande
Les Allemands occupaient presque partout des hauteurs, la ligne de crêtes qui sépare les bassins versants de la Somme et de l'Escaut. Leur front se composait :

Le front de la bataille de la Somme du 1er juillet au 18 novembre 1916

- d'une forte première position, avec des tranchées de première ligne, d'appui et de réserve, ainsi qu'un labyrinthe d'abris profonds comportant d'ailleurs tout le confort moderne ;
- d'une deuxième ligne intermédiaire, moins forte, protégeant des batteries de campagne ;
- enfin, un peu en arrière, d'une deuxième position presque aussi forte que la première.

À l'arrière immédiat des premières lignes, se trouvaient des bois et des villages « fortifiés » reliés par des boyaux, de façon à former une troisième et même une quatrième ligne de défense, le tout largement bétonné et bénéficiant des qualités de la roche crayeuse qui se coupe facilement et durcit en séchant.

#### Les armées alliées
- L'armée britannique était positionnée au nord du fleuve
- L'armée française se tenait de part et d'autre de la Somme en faisant sa jonction avec l'armée britannique sur la rive droite.

## Transformation de l’arrière
L'arrière avait été transformé, pour les armées alliées, en un gigantesque entrepôt d'approvisionnement dont la ville d'Amiens était le centre névralgique. Des routes, des chemins de fer à voie étroite furent construits, des aérodromes furent aménagés de même que des usines de construction d'aéronefs. Les hôpitaux militaires à l'arrière du front furent installés dans les établissements scolaires…
Des hôpitaux militaires étaient installés dans les localités de l'arrière : Corbie, Amiens qui hébergea en permanence plus de 9 000 blessés pendant la durée du conflit, Abbeville, etc.
Dans la commune de Noyelles-sur-Mer, les Britanniques créèrent un camp pour les travailleurs chinois chargés des tâches de manutention d'armes, de matériels et de ravitaillement pour leur armée. 3 000 travailleurs chinois vécurent ainsi dans le hameau de Nolette de 1916 à 1921
Dans les territoires qu'ils occupaient, les Allemands faisaient régner la terreur : déportations de population, réquisitions en argent et en nature, pillage, destructions,,…

## Ordre de bataille

### Les Alliés
Les Français :
- Groupe d'Armées du Nord commandé par Foch
  - La 6e armée (Fayolle) avec trois corps d'armées (1er, 20e et 35e CA) ;
  - La 10e armée (Micheler) avec cinq corps d'armée.

Elles totalisent quatorze divisions en ligne, quatre de réserve et quatre de cavalerie sur un front de 15 kilomètres. L'artillerie aligne 696 pièces de campagne, 732 pièces lourdes, 122 pièces ALGP (artillerie lourde à grande puissance) et 1 100 mortiers de tranchée (avec un approvisionnement de six millions d'obus de 75 mm, deux millions de munitions pour l'artillerie lourde et 400 000 pour l'artillerie de tranchée).
Les Britanniques :
Le groupe d'armées Haig qui comprend :
- La 3e armée (Allenby) avec un corps d'armée (le 7e) ;
- La 4e armée (Rawlinson) avec cinq corps (3e,8e, 10e, 13e et 15e CA) ;
- L'armée de Réserve (Gough).

Soit un effectif de 26 divisions en ligne et trois de cavalerie sur un front de 25 kilomètres, avec l'appui de 868 pièces de campagne et 467 pièces lourdes (respectivement approvisionnées à 2 600 000 et 1 163 000 coups).
L'armée britannique, sur le front de la Somme, est composée de troupes anglaises, écossaises, galloises, irlandaises, canadiennes, australiennes, néo-zélandaises et sud-africaines, auxquelles il convient d'ajouter le corps de travailleurs chinois, chargés du chargement, déchargement et entrepôt des matériels et marchandises.

Photos des troupes britanniques
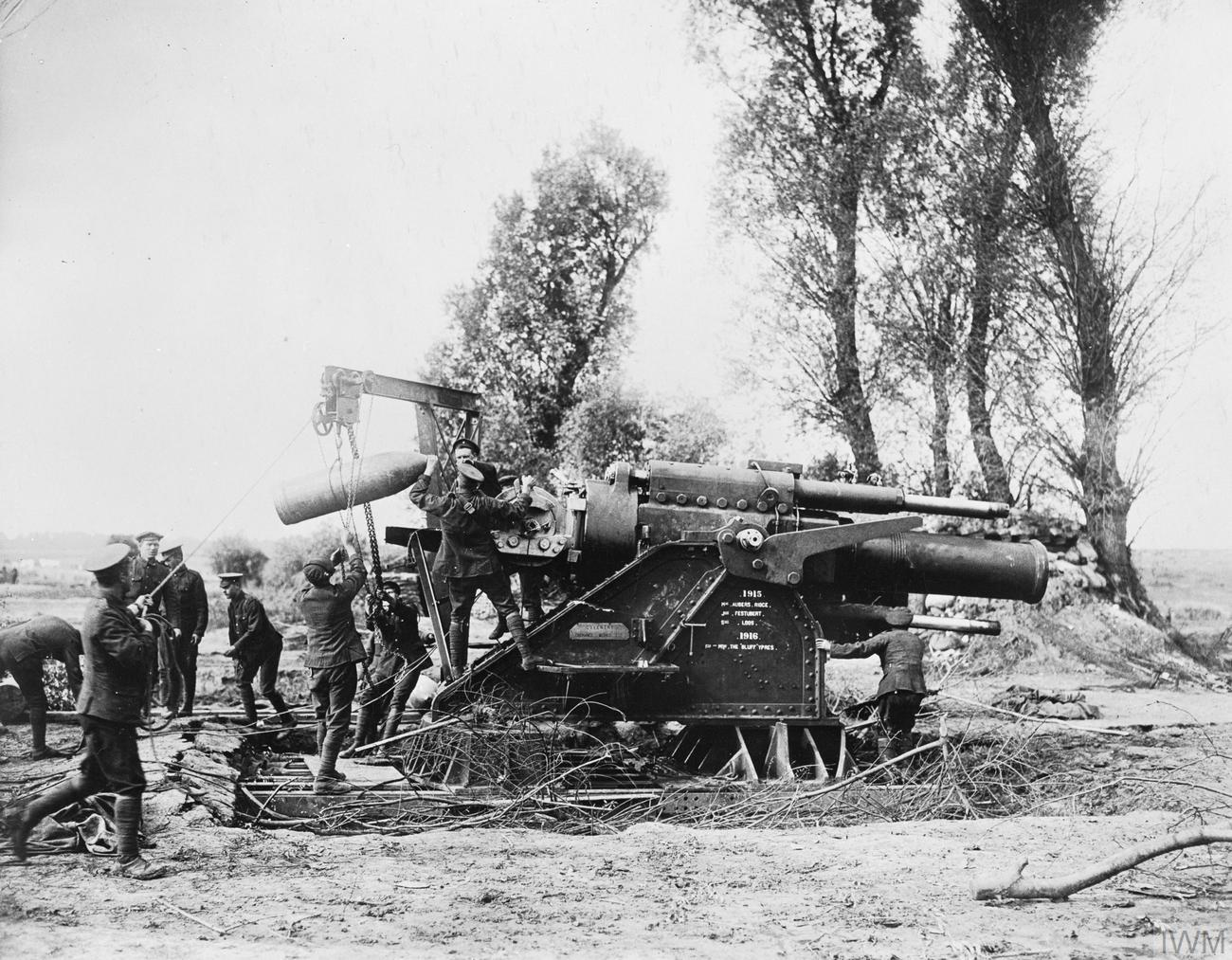
Chargement d'un canon britannique de 15 pouces.
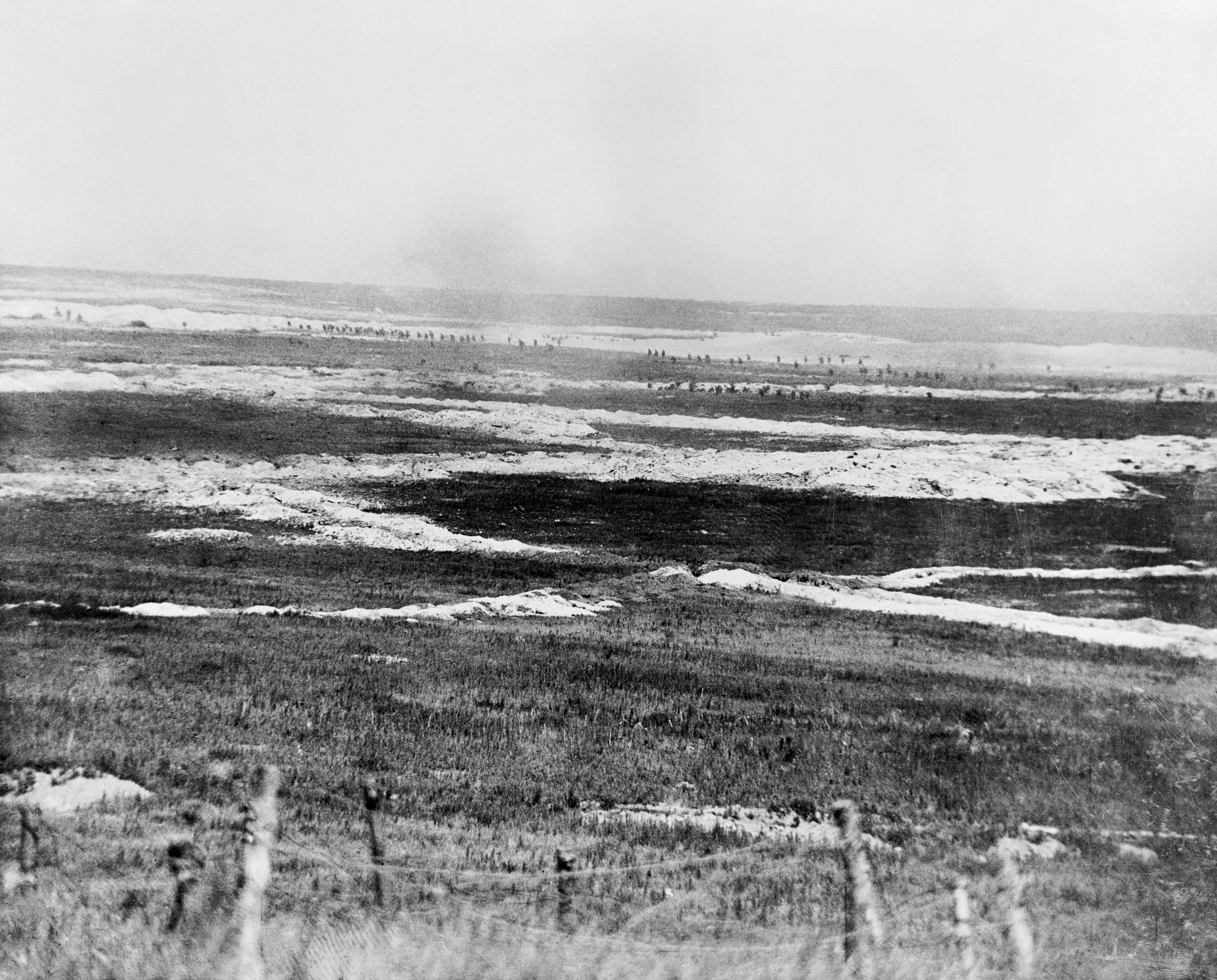
Troupes du 2nd Battalion (Gordon Highlanders, 20th Brigade, British 7th Division) traversant le « no man's land », près de Mametz le 1er juillet 1916.
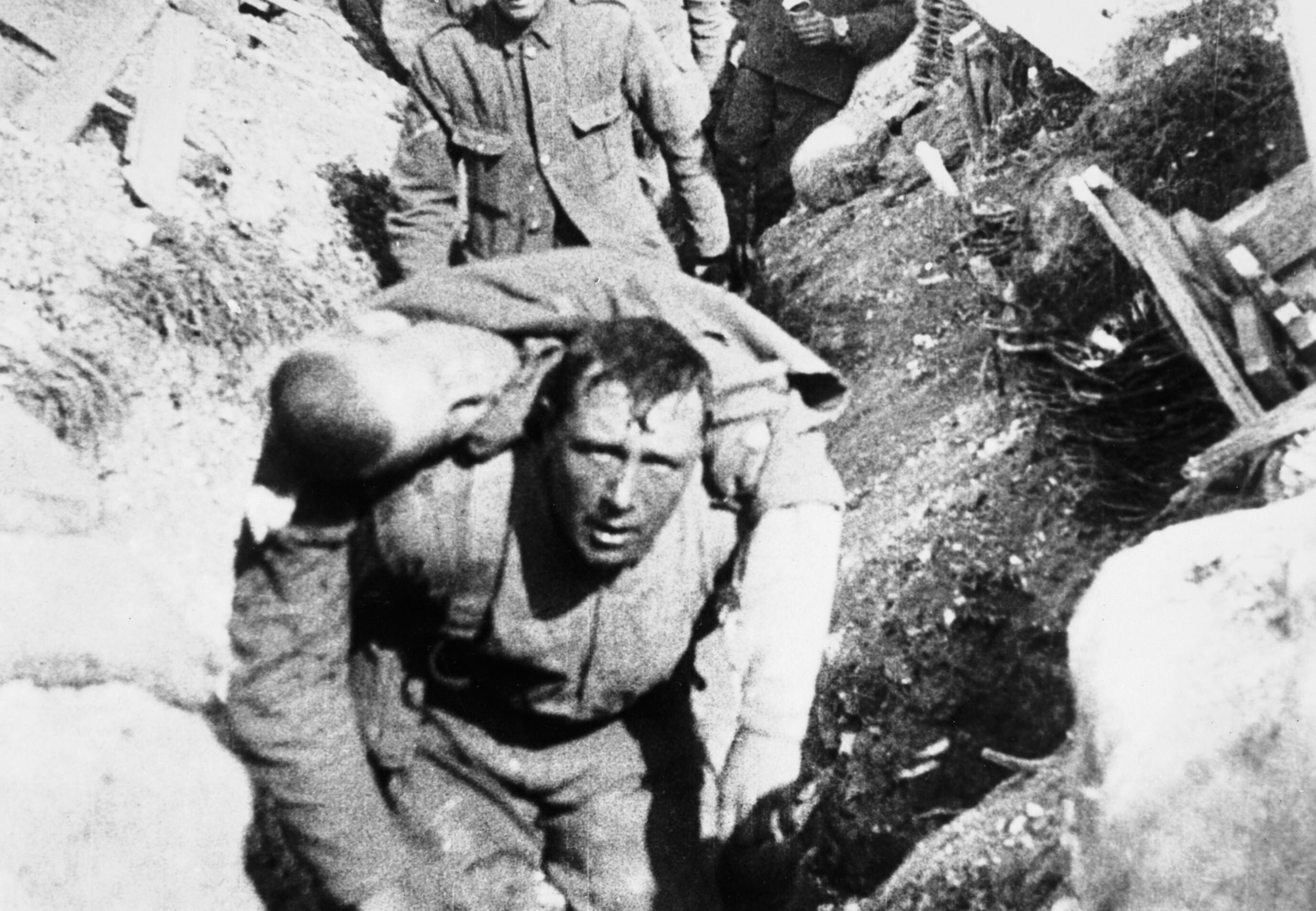
Soldats britanniques dans les tranchées le 1er juillet 1916.
Un soldat britannique à Ovillers-la-Boisselle, juillet 1916.
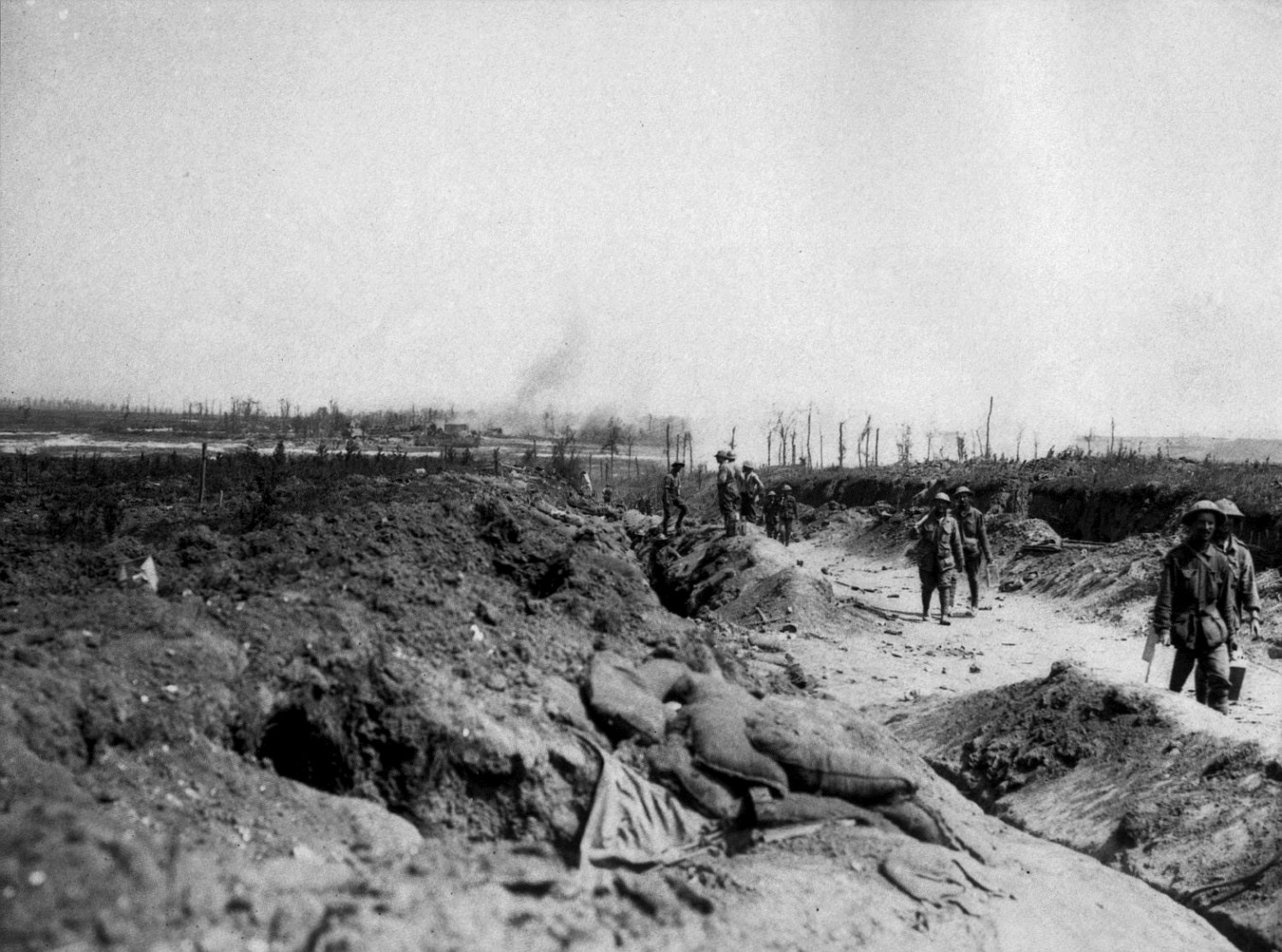
Route de Pozières, août 1916.

### Les Allemands
La IIe armée (Fritz von Below) avec trois groupements (von Stein, von Gossler et von Quast) soit huit divisions en ligne et treize de réserve. Ils disposent de 454 canons de campagne et 390 lourds, ce qui représente à peine le tiers de la puissance de feu des franco-britanniques. L'aviation allemande dispose quant à elle de 129 appareils face aux 300 appareils des Alliés.

## Préparation d'artillerie

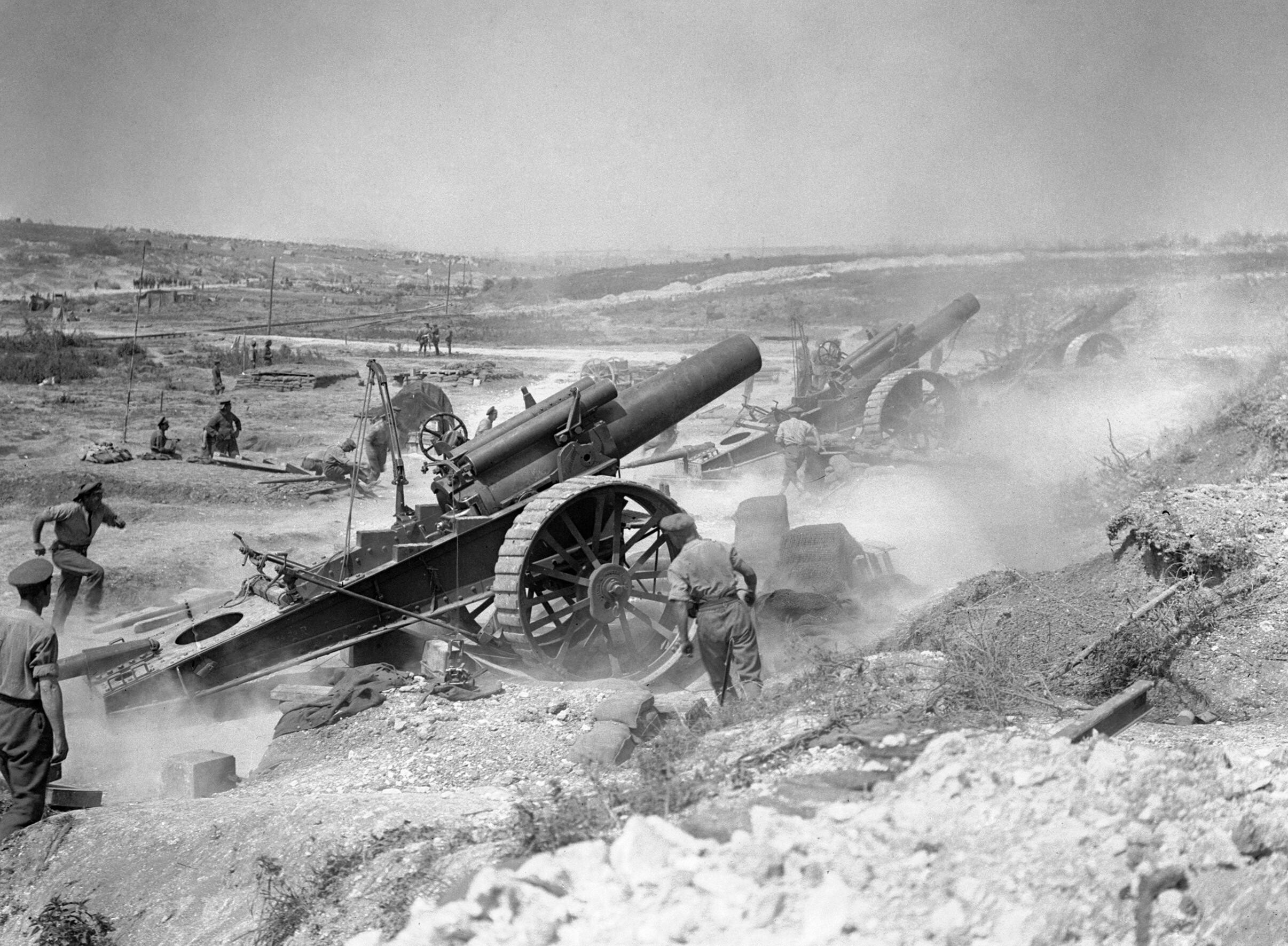
Artillerie lourde britannique en action

L'artillerie, y compris des canons à longue portée sur voie ferrée de 380 et 400 mm, atteignit des sommets de puissance destructrice.
Ayant la maîtrise du ciel, les Alliés détruisent les Drachen allemands. Les Britanniques disposent de 185 appareils chargés de patrouiller et de bombarder, les Français en ont 115 et les Allemands seulement 129.
La préparation d'artillerie, initialement prévue pour cinq jours, débute le 24 juin par des tirs de réglage et de destruction. Elle s'intensifie à partir du 26 par un bombardement général et continu des lignes allemandes. En une semaine, l'artillerie britannique tire 1 732 873 coups. Les tranchées allemandes des premières lignes sont presque totalement détruites, mais les abris souterrains sont intacts.
Le 28, l'offensive est reportée de 48 heures à cause du mauvais temps. Il tombe les premiers jours une moyenne de cinq obus pour chaque soldat allemand.

## L'aviation
Au commencement de la bataille de la Somme en juillet 1916, la plupart des escadrons du Royal Flying Corps (RFC) étaient encore équipés de BE.2c qui s'étaient révélés des cibles faciles pour les Eindeckers allemands. Les nouveaux modèles comme le Sopwith 1½ Strutter étaient encore trop peu nombreux et les nouveaux pilotes furent envoyés au front avec seulement quelques heures de vol.

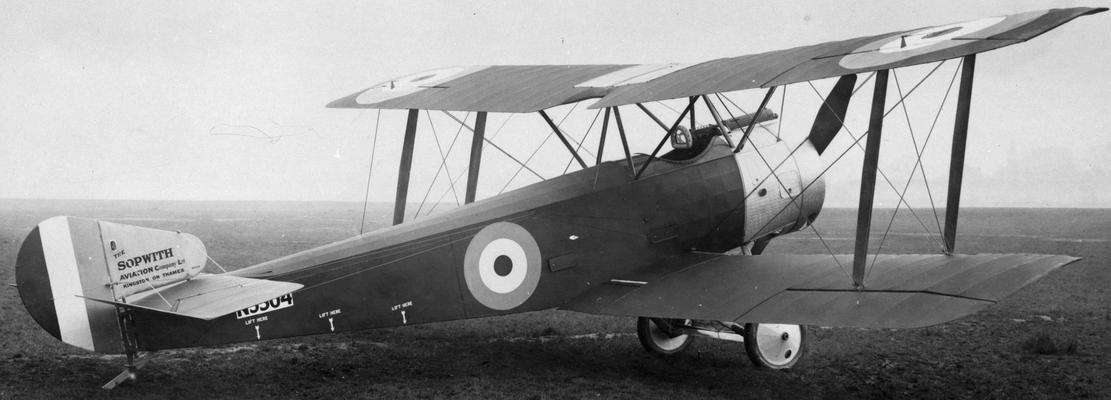
Sopwith 1½ Strutter

Néanmoins, l'esprit offensif des pilotes du RFC leur donnèrent la supériorité aérienne dans la bataille. La mission des pilotes, outre l'observation des lignes ennemies, consistait dans ce qui s'appelait alors le « mitraillage de tranchée », plus connu aujourd'hui sous le nom d'« appui aérien rapproché ». Les troupes allemandes au sol étaient constamment sous la menace des avions alliés sans réelle possibilité de se défendre, les tirs de riposte depuis le sol étaient peu efficaces faute de matériel adapté à la lutte antiaérienne.
Côté français, le groupe d'armées du Nord (G.A.N.), commandé par Foch, disposait d'un groupe de six escadrilles basé sur le terrain d'aviation de Cachy, près de Villers-Bretonneux, et placé sous les ordres du capitaine Brocard qui put choisir ses pilotes : Georges Guynemer — alors titulaire de dix victoires — Alfred Heurtaux, Albert Deullin, René Dorme, Jean d'Harcourt, Victor Ménard…

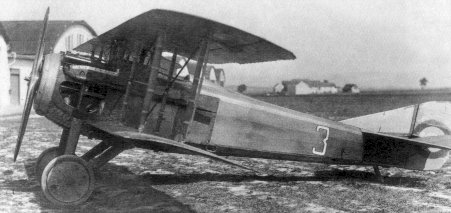
SPAD S.VII

L'aviation dont disposa le G.A.N. comprenait huit escadrilles d'armée, vingt escadrilles de corps d'armée, un groupe réservé de chasse — celui de Cachy, avec cinq escadrilles de Nieuport — et deux groupes de bombardement ; plus des compagnies d'aérostiers et des sections photographiques. Une partie des appareils était à la pointe de la technique. Leurs performances s'étaient améliorées grâce à des moteurs plus puissants de 80 à 130 CV. Leur vitesse de croisière se situait autour de 130 km/h, et ils atteignaient une altitude de 2 000 m en une vingtaine de minutes. Les Spad 7, qui équipaient l'Escadrille des Cigognes ; les Farman MF.11 et Caudron G.4, dont furent dotées les escadrilles de corps d'armée ; les Voisin III et les Breguet 14, des groupes de bombardement permirent à l'aviation française de dominer l'aviation allemande. Elle usa, en outre, d'une nouvelle forme de combat, le bombardement de nuit, pour la première fois au-dessus de Péronne, à la mi-juillet 1916. Les Allemands ayant riposté sur Villers-Bretonneux et sur la gare de Longueau, Foch organisa la défense antiaérienne : barrages de ballons, concentration des batteries antiaériennes croisant leurs feux au-dessus des objectifs à défendre. Il ordonna également la chasse aérienne de nuit (10e escadrille de chasse).
La supériorité aérienne alliée fut maintenue durant la bataille et inquiéta le haut-commandement allemand. La réorganisation complète de la Luftstreitkräfte fut décidée par le haut commandement par la création d'unités de chasse spécialisées ou Jagdstaffeln. À la fin de l'année 1916, ces unités équipées du tout nouveau Albatros D.III rétablirent l'équilibre des forces dans les airs.

## Les batailles

### L'échec britannique du1erjuillet 1916

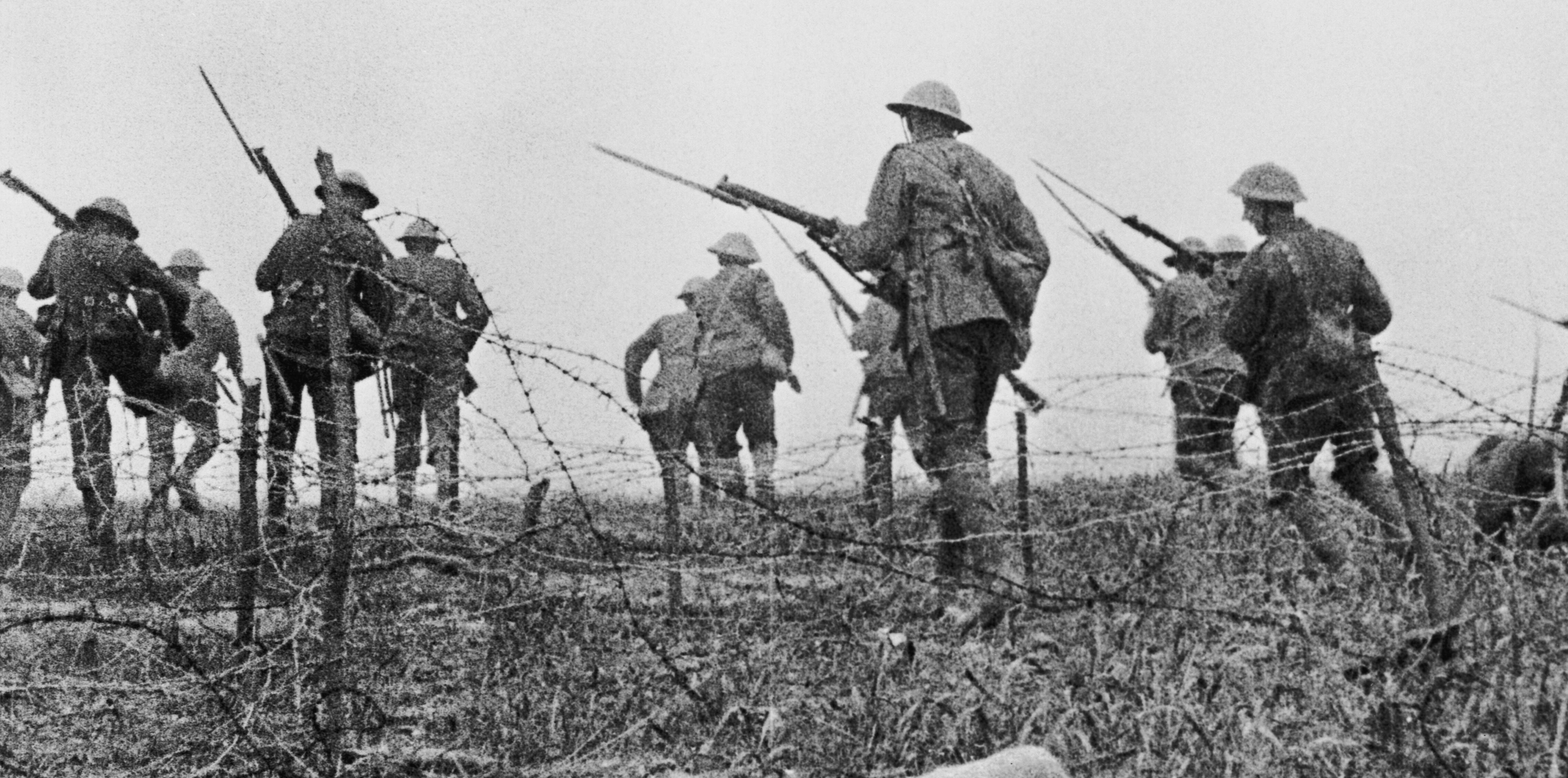
Image du documentaire La Bataille de la Somme

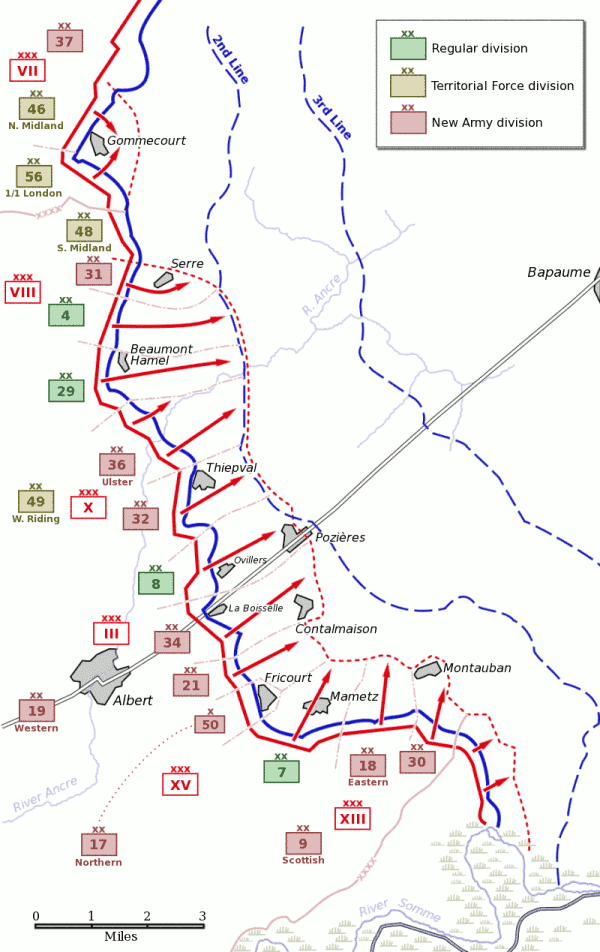
Plan d'attaque britannique.

Le 1er juillet au matin, c'est par un temps beau et clair que commence le bombardement final des Alliés. À partir de 6 h 25, les tirs d'artillerie atteignent une cadence de 3 500 coups par minute, produisant un bruit si intense qu'il est perçu jusqu'en Angleterre. L'armée anglaise a placé sur 35 kilomètres 1 canon tous les 18 mètres. À Beaumont-Hamel deux mines de 18 tonnes explosent en même temps.
À 7 h 30, au coup de sifflet, l'infanterie britannique franchit les parapets baïonnette au canon et part à l'assaut des tranchées adverses. 66 000 soldats sortent des tranchées en même temps. Les hommes sont lourdement chargés avec plus de 30 kg d'équipement. Ordre avait été donné aux hommes de ne pas courir. En fait, le commandement anglais craignait que les troupes ne perdissent le contact en courant et en se dispersant. Persuadé que les défenses allemandes avaient été anéanties par les tirs d'artillerie, il exigea que les hommes avancent au pas.
Les Allemands les accueillent avec des tirs de mitrailleuses qui les fauchent en masse. Les officiers sont facilement repérables et particulièrement visés. On estime à 30 000 le nombre des victimes (tués et blessés) dans les six premières minutes de la bataille. Les Allemands sont stupéfaits de voir les soldats britanniques venir au pas.
À midi, l’état-major britannique annule l'ordre de marcher au pas, et retient les vagues d’assaut suivantes. Lorsque les Britanniques parviennent aux tranchées allemandes, ils sont trop peu nombreux pour résister à une contre-attaque.
De leur côté, les Français atteignent tous leurs objectifs et ne peuvent progresser davantage du fait, entre autres, de l'échec britannique.
|           | tués   | disparus | blessés | prisonniers | total hors de combat |
| --------- | ------ | -------- | ------- | ----------- | -------------------- |
| Officiers | 993    | 26       | 1 337   | 12          | 2 368                |
| Soldats   | 18 247 | 2 056    | 34 156  | 573         | 55 032               |
| Total     | 19 240 | 2 082    | 35 493  | 585         | 57 400               |

Le 1er juillet 1916 fut le jour le plus meurtrier de toute l'histoire militaire britannique. À l'issue de la première journée de combat, le bilan pour l'armée britannique était très lourd : 57 400 hommes étaient hors de combat soit près de 18 % de l'effectif engagé (320 000 hommes). Certaines unités étaient quasiment anéanties comme le Régiment royal de Terre-Neuve qui eut 801 hommes mis hors de combat sur un effectif de 865, soit 92 % des effectifs.
Du côté allemand, les pertes sont estimées à 6 000 hommes.

### Le grignotage des positions allemandes (juillet-août 1916)

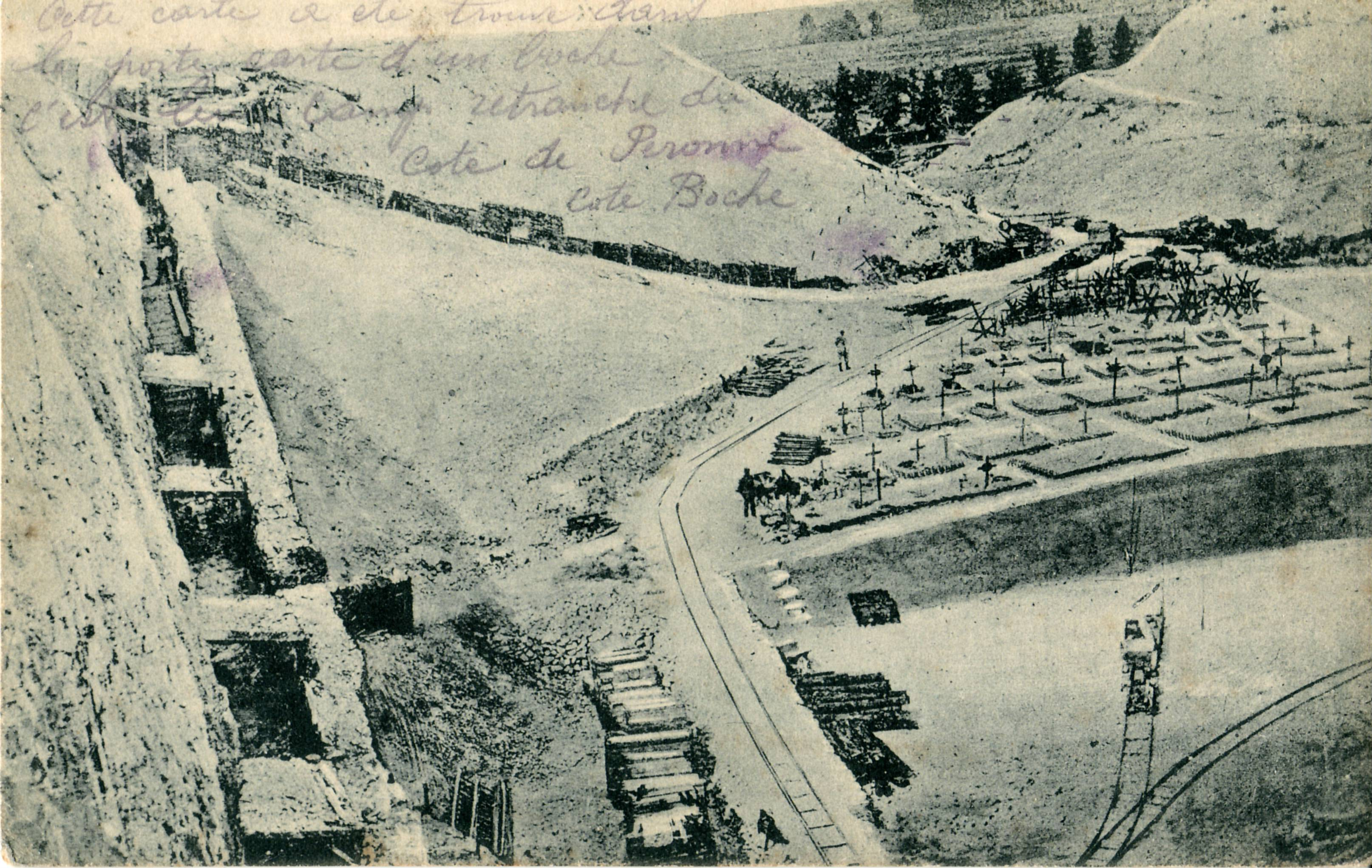
Un détail du camp retranché allemand de Péronne. On y distingue un réseau de voies du chemin de fer de campagne, l'équivalent allemand du système Péchot français, un cimetière…

#### La lente progression des Britanniques
Après l'échec du 1er juillet, le commandement britannique souhaite arrêter l'attaque, ce que Joffre refuse. Une nouvelle préparation d'artillerie a pour but la prise du saillant de Fricourt. Le 4 juillet, les Britanniques prennent La Boisselle. Le bois de Mametz est pris le 10 juillet, le Bois des Trônes le 14. Pozières tombe aux mains de la 1re division australienne le 23 juillet. Du 1er au 10 juillet, l'armée britannique compte environ 100 000 morts et 72 000 blessés.
À partir du 14 juillet, débutent les combats pour la conquête du bois Delville (Delville Wood) à Longueval. L'armée Gough, réserve britannique tente de reprendre Longueval et Guillemont aux Allemands. Une série d’attaques et de contre-attaques fait passer le bois d'un camp à l'autre. Les soldats de la 1re Brigade d'infanterie sud-africaine s'en emparent puis le perdent. Les Allemands en sont définitivement chassés, le 3 septembre. Les Britanniques échouent, par contre, au cours de combats féroces qui durent pendant plus d'une semaine, à prendre Guillemont.

#### Succès français
En dix jours, la 6e armée française, sur un front de près de vingt kilomètres, a progressé sur une profondeur qui atteint en certains points dix kilomètres. Elle est entièrement maîtresse du plateau de Flaucourt qui lui avait été assigné comme objectif et qui constitue la principale défense de Péronne. Elle a fait 12 000 prisonniers, presque sans pertes, pris 85 canons, 26 minenwerfer, 100 mitrailleuses, un matériel considérable. C'est le plus important succès militaire obtenu depuis la bataille de la Marne.
Mais les Allemands se ressaisissent, leur artillerie domine toujours sur le terrain. Les conditions climatiques exécrables (brouillard et pluie) gênent considérablement la progression des Français au nord et au sud de la Somme. La 6e armée de Fayolle atteignit Vermandovillers et Misery au sud, Hem-Monacu au nord. Maigres progressions obtenues au prix de lourdes pertes.

#### Transfert des divisions allemandes

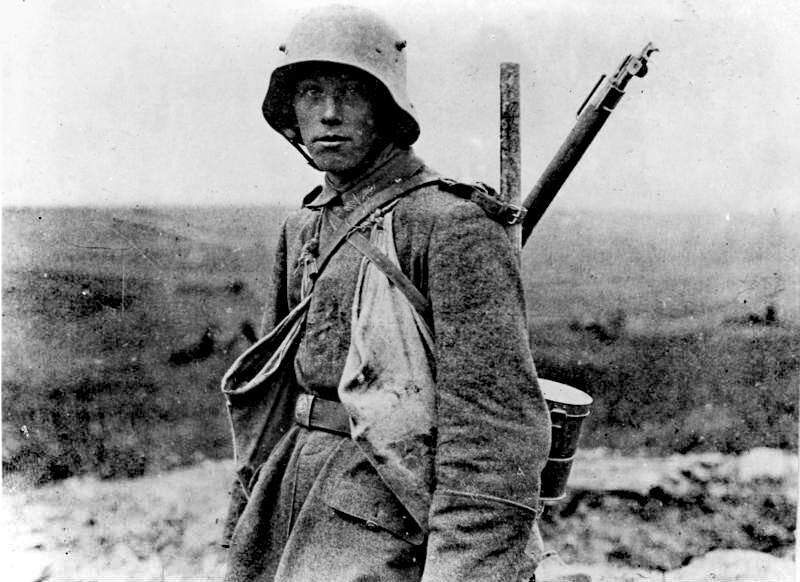
Jeune soldat allemand engagé dans la bataille de la Somme, (1916)

L'état-major allemand devant le danger de percement du front de la Somme retire treize divisions du secteur de Verdun et deux du secteur d'Ypres pour renforcer leurs troupes bousculées, en juillet. De ce fait, la pression exercée sur l'armée française à Verdun se réduit.
Au total, trente-cinq divisions sont retirées du secteur de Verdun pour renforcer le front devant Bapaume. En août, des escadrilles allemandes aguerries sont transférées de Verdun sur la Somme.

L'horreur vécue lors de la bataille de la Somme est perceptible dans le courrier envoyé par les soldats à leurs proches. Dans une lettre à son ami Stefan Zweig, l'écrivain expressionniste allemand Paul Zech s'exprime ainsi : 

« Mon cher ami,
Je n’aurais jamais cru qu’il pût encore y avoir quelque chose qui surpasse l’enfer de Verdun. Là-bas, j’ai souffert atrocement. Maintenant que cela est passé, je puis le dire. Mais ce n’était pas assez : maintenant nous avons été envoyés dans la Somme. Et ici tout est porté à son point extrême : la haine, la déshumanisation, l’horreur et le sang. (…) Je ne sais plus ce qu’il peut encore advenir de nous, je voulais vous saluer encore une fois. Peut-être est-ce la dernière. »

### Reprise des offensives (septembre-novembre 1916)

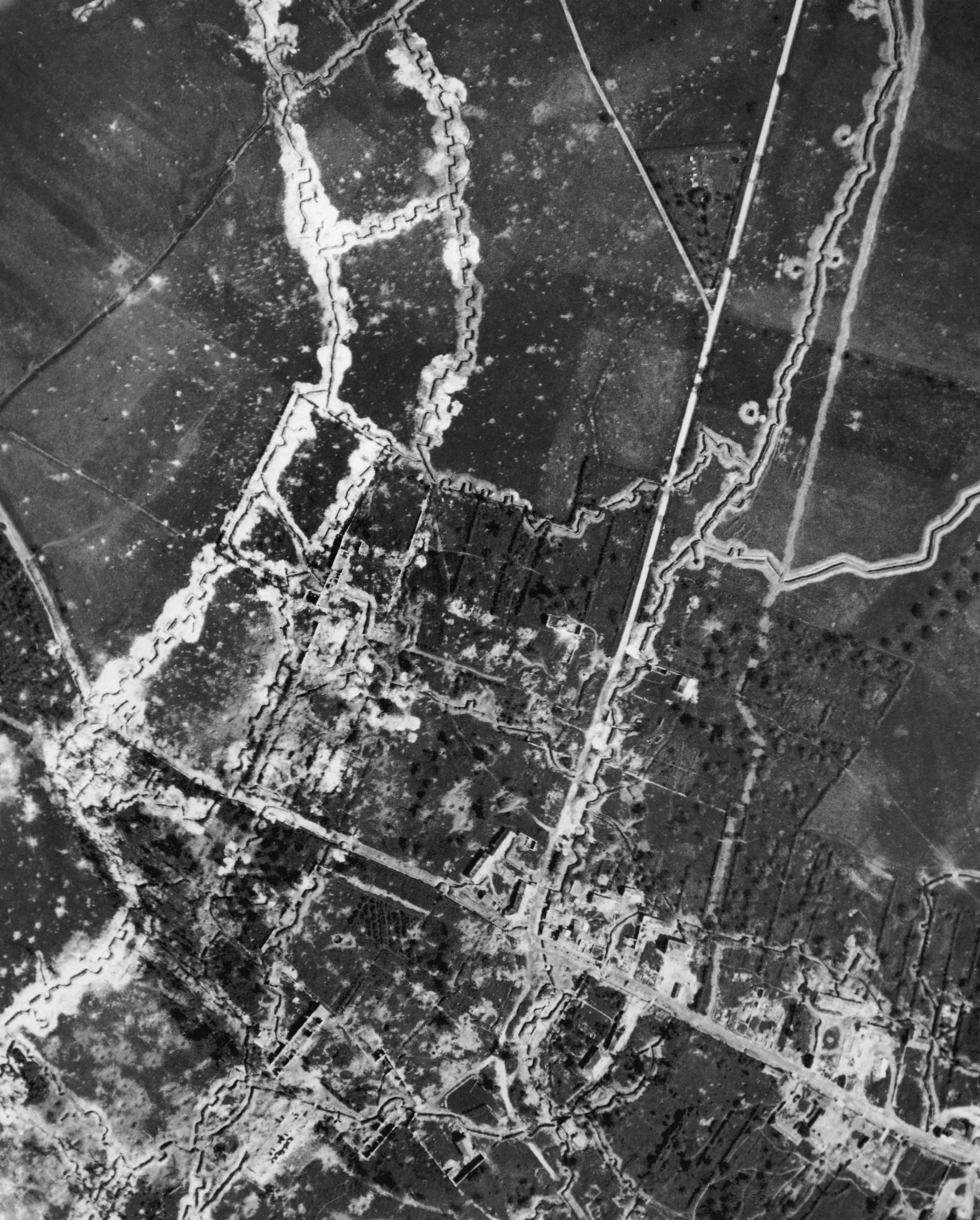
Photo aérienne des tranchées vers Thiepval le 25 septembre 1916.

#### Les attaques du début septembre
La mise en œuvre des opérations militaires est rendue difficile par une pluie incessante qui transforme le champ de bataille en bourbier.
Une série de coups de boutoir permet la prise de plusieurs positions allemandes. Le 3 septembre, les attaques britanniques échouent à Guillemont, Ginchy, Thiepval et au bois des Fourcaux. La Ferme du Mouquet est prise par la 1re division australienne mais reprise par les Allemands.
Le 4, au sud, la 10e armée française enlève toutes les premières positions allemandes entre Deniécourt et Vermandovillers. Soyécourt et Chilly sont pris, avec 2 700 prisonniers ; Chaulnes est directement menacée à partir de Lihons.
Le 9 septembre, les Britanniques prennent Ginchy. Une nouvelle offensive générale des Britanniques sur l'ensemble du front au nord de la Somme est prévue pour le 15 septembre.
Le 12 septembre, la 6e armée française attaque au nord de la Somme mais ne parvient pas à atteindre ses objectifs. En raison du mauvais temps, Foch suspend l'offensive, le 18 septembre jusqu'au 25.
Le 17 septembre, au sud de la Somme, Vermandovillers, Deniécourt et Berny-en-Santerre tombent aux mains de la 10e armée française qui fait 1 400 prisonniers.

#### Une arme nouvelle, les chars

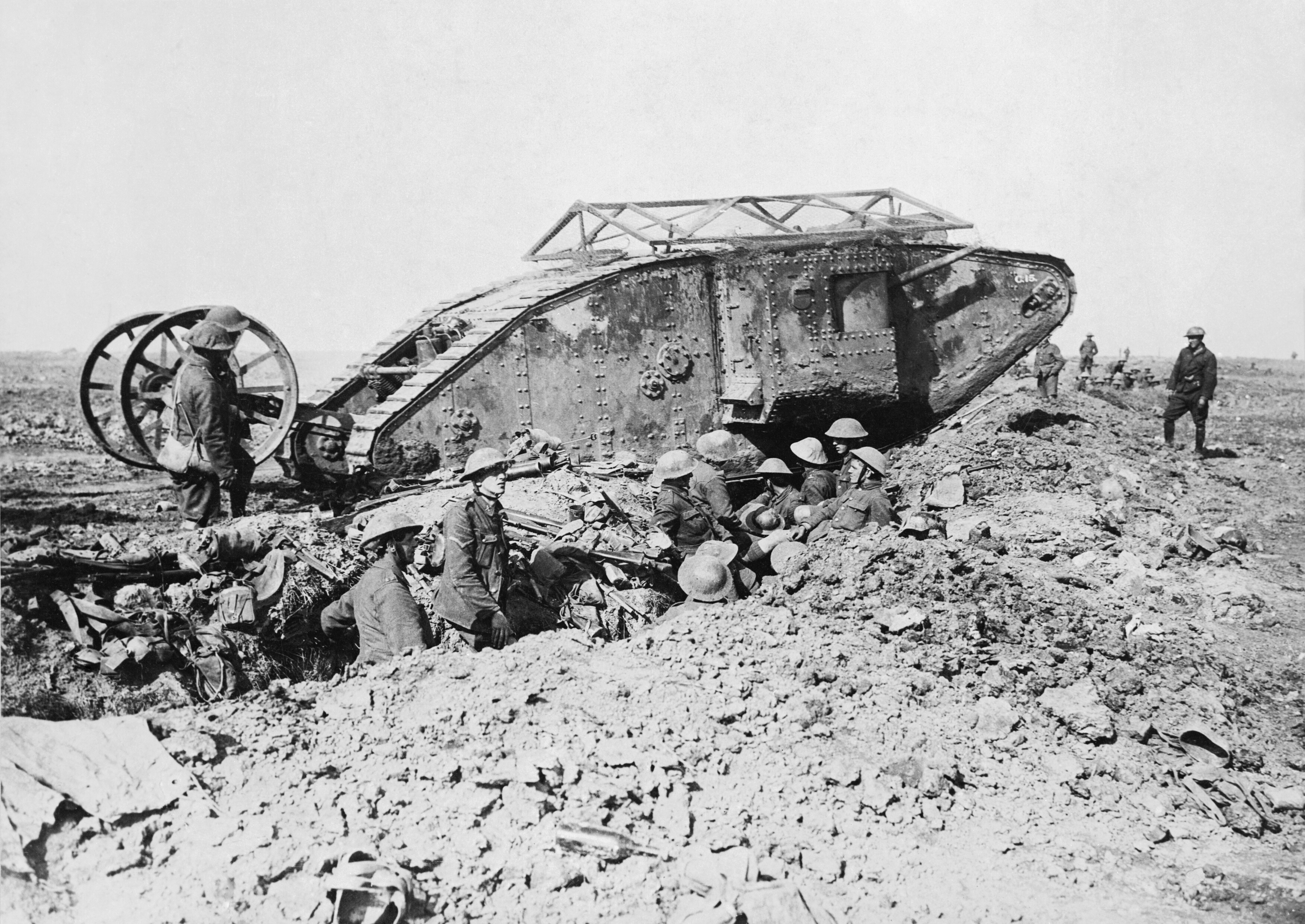
Char britannique Mark I.

Le 15 septembre apparaissent les premiers chars d'assaut britanniques, « les tanks » Mark I, qui interviennent avec un succès limité. Le Mark I mesure 8 m de long, pèse 30 t, dispose d'une autonomie de 20 km et avance à la vitesse de 6 km/h; il est équipé de 5 mitrailleuses. Leur utilisation, à l'avant de l'infanterie, permet au 22e Régiment royal canadien de prendre Courcelette, à la 15e division écossaise de prendre Martinpuich, tandis que la 47e London Division s'empare du bois des Fourcaux, la Division néo-zélandaise prend et occupe une position appelée Switch line entre le Bois des Fourcaux et Flers après 30 minutes de combat et la 41e division britannique s'empare de Flers et fait 4 000 prisonniers.
L'offensive anglo-française conjointe débute le 25 septembre. Le 26, Français et Britanniques entrent dans Combles évacué par les Allemands. D'autre part, tout à fait au nord, les Britanniques enlèvent Thiepval après l'utilisation de mines.
Le 28 septembre, l'offensive cesse pour consolider les positions acquises.
Le mois d'octobre voit se multiplier les petites offensives localisées sans grand succès, les Français piétinent au sud de Péronne autour de Chaulnes et de Villers-Carbonnel. Les forces alliées sur le front de la Somme s'essoufflent.

#### Enlisement et fin de la bataille de la Somme
Le 5 novembre, les Français attaquent Sailly-Saillisel mais ne parviennent pas à enlever le bois de Saint-Pierre-Vaast, les Allemands reprennent en partie le contrôle de Sailly-Saillisel. Au sud de la Somme, la 10e Armée française conquiert Ablaincourt-Pressoir mais rencontre une forte résistance allemande ailleurs.
Après quelques succès le 13 novembre : prise de Beaumont-Hamel, Saint-Pierre-Divion et Beaucourt-sur-l'Ancre, les Britanniques contrôlent la vallée de l'Ancre mais ne progressent plus.
À partir du 18 novembre, les conditions climatiques se dégradent considérablement : pluie glaciale, neige et blizzard mettent en échec toutes les offensives. C'est la fin effective de la bataille de la Somme. Le 21 novembre, Haig décide l'arrêt des offensives britanniques. L'offensive de la 10e Armée française prévue en décembre est ajournée par Foch, le 11 décembre. Le 18 décembre, Joffre renonce définitivement à l'offensive, mettant ainsi fin officiellement à la bataille de la Somme.

## Bilan

### Des gains territoriaux modestes
En cinq mois, les Alliés ont progressé de 12 kilomètres au nord de la Somme entre Maricourt et Sailly-Saillisel et 8 kilomètres au sud. La percée tant attendue par laquelle Joffre espérait revenir à une guerre de mouvement s'est transformée une fois de plus en une bataille d'usure, comme à Verdun. Aucun des objectifs principaux — que sont Bapaume et Péronne — n'est atteint.

### Les prises de guerre
Les Britanniques ont capturé :
- 31 076 Allemands,
- 102 canons de campagne,
- 29 canons lourds,
- 111 mortiers
- 453 mitrailleuses.

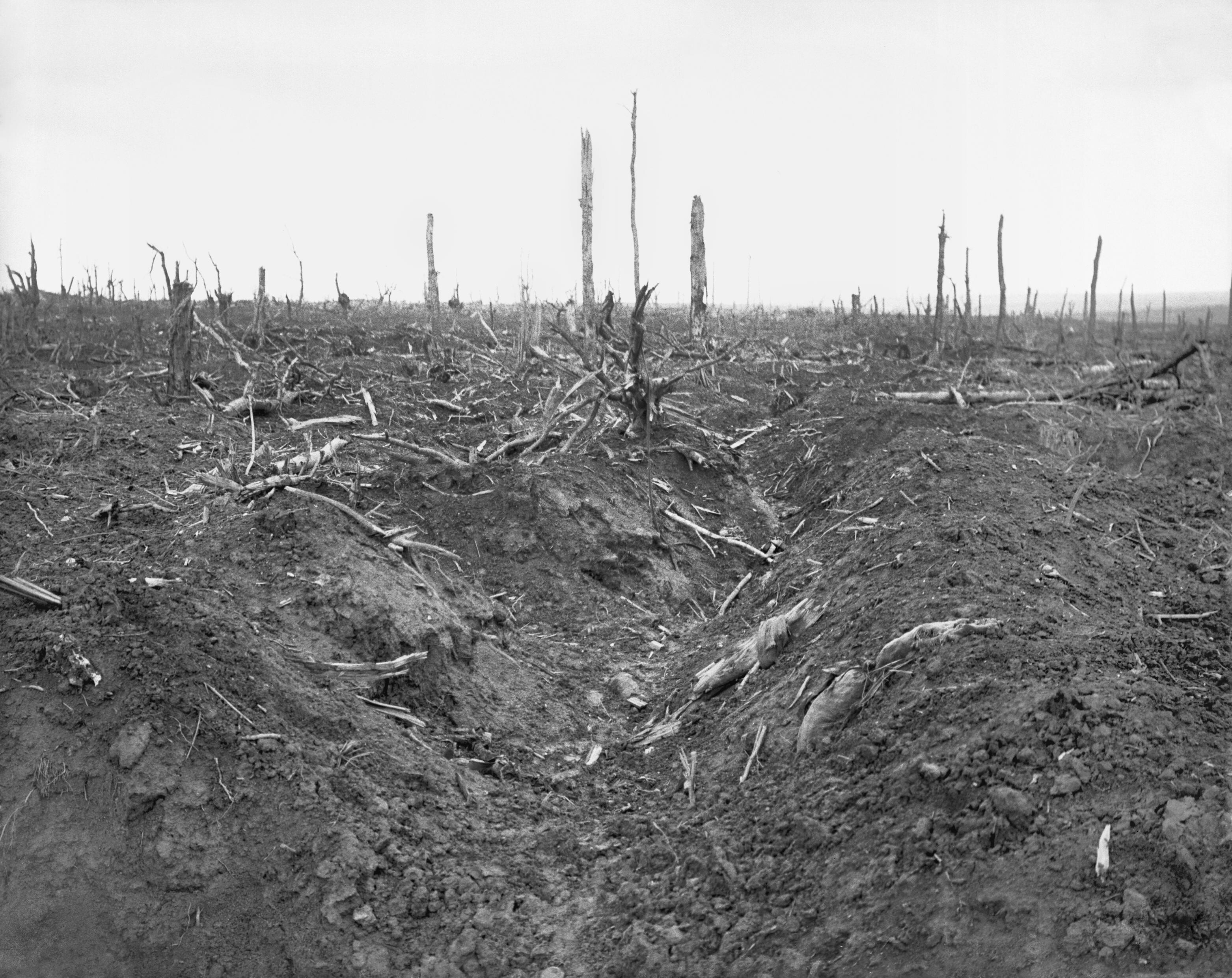
Bois Delville, tranchée allemande.

Les Français ont fait prisonniers et se sont emparés de :
- 41 605 Allemands (dont 809 officiers)
- 71 pièces de campagne,
- 101 pièces lourdes,
- 104 mortiers
- 535 mitrailleuses.

Les Allemands ont capturé :
- données non connues

### De lourdes pertes humaines
Les chiffres des pertes humaines varient selon les sources. On considère généralement que :
- Pour les Britanniques le nombre de morts représente 30 % des victimes. Le nombre des disparus 19 %[b] et celui des blessés 51 %.
- Pour les Français, le nombre des morts représenterait 20 % des victimes, celui des disparus 13 %[c] et celui des blessés 67 %.

Ainsi, pour des résultats similaires, la tactique des Français s'est avérée moins coûteuse que celle des Britanniques dont les hommes de l'armée Kitchener manquaient d'expérience.
Pour limiter les pertes, Foch demandait aux commandants d'unités de faire courir les hommes d'obstacle en obstacle, « il est donc d'une importance primordiale de l'employer [le soldat] avec une stricte économie… ».
- Pour les Allemands les chiffres en valeurs relatives ne sont pas connus.

Les pertes journalières se répartiraient, en moyenne, comme suit :
- 3 100 pour les Allemands (contre 1 115 pendant la bataille de Verdun) ;
- 2 976 pour les Britanniques ;
- 1 437 pour les Français (contre 1 250 pendant la bataille de Verdun qui dura 302 jours)[d].

La durée de la bataille de la Somme fut de 141 jours.
|                   | Armée allemande | Armée britannique | Armée française | Total belligérants |
| ----------------- | --------------- | ----------------- | --------------- | ------------------ |
| morts et disparus | 170 100         | 206 282           | 66 688          | 443 070            |
| blessés           | 267 222         | 213 372           | 135 879         | 616 473            |
| total             | 437 322         | 419 654           | 202 567         | 1 059 543          |

## Conséquences
Malgré les très faibles gains territoriaux, les Allemands ont été très impressionnés par le bombardement de préparation des Alliés. C’est à la suite de la bataille de la Somme que le haut-commandement allemand décide la guerre sous-marine à outrance qui est l'une des causes de l’entrée en guerre des États-Unis, provoquant un basculement du rapport de forces.
Le 24 février 1917, l'armée allemande effectue une retraite stratégique, l'Opération Alberich, en détruisant tout derrière elle, afin de raccourcir sa ligne de défense sur la ligne Hindenburg.

## Lieux de mémoires
La bataille de la Somme a été d'une ampleur considérable, par le nombre de nationalités impliquées, de morts, de disparus ou de blessés de part et d'autre, par l'ampleur des destructions et par les traces qu'elle a laissées dans le sol même. Le circuit du Souvenir permet de se recueillir et de découvrir les principaux sites des champs de bataille.

### Mémoriaux du Commonwealth
- Beaumont-Hamel : mémorial terre-neuvien de Beaumont-Hamel (avec cimetières militaires)
- Contalmaison : monument au 12e bataillon du Manchester Regiment écossais, le « Bataillon de McCrae ».
- Courcelette: mémorial canadien
- Gueudecourt : mémorial terre-neuvien
- Guillemont : monument à la 16e division irlandaise, dédié également à tous les Irlandais tombés au cours de la Première Guerre mondiale.
- Longueval :
  - mémorial national sud-africain du bois Delville (avec cimetières militaires)
  - mémorial national néo-zélandais de Longueval
  - Bois des Fourcaux
- Mametz : mémorial à la 38e division galloise
- Ovillers-la-Boisselle :
  - Trou de mine de La Boisselle
  - mémorial de Pozières
- Pozières :
  - mémorial à la 1re division australienne et le Gibraltar (vestiges de blockhaus),
  - moulin à vent de Pozières : monument aux chars, stèle aux Australiens, monuments aux animaux victimes de la guerre
- Thiepval :
  - Mémorial de Thiepval (avec cimetière militaire)
  - Tour d'Ulster (mémorial nord-irlandais) à Saint-Pierre-Divion (avec cimetière militaire)
- Villers-Bretonneux : mémorial national australien de Villers-Bretonneux (avec cimetière militaire), qui commémore également les combats de l'été et de l'automne 1918 pour la défense d'Amiens et la contre-attaque jusqu'à Péronne puis dans l'Aisne, ayant mené à la victoire finale
- Noyelles-sur-Mer : Cimetière chinois de Nolette (Corps de travailleurs chinois de l'armée britannique)

À ces mémoriaux du Commonwealth, il faut ajouter les très nombreux cimetières militaires britanniques disséminés sur les anciens champs de bataille de la Somme.

### Principales nécropoles nationales françaises
- La chapelle du Souvenir français et la nécropole nationale de Rancourt
- la nécropole nationale d'Albert
- la nécropole nationale du bois des Loges à Beuvraignes
- La nécropole nationale de Dompierre-Becquincourt
- La nécropole nationale de Lihons
- La nécropole nationale de Maucourt
- La nécropole nationale de Maurepas
- La nécropole nationale de Saint-Acheul à Amiens
- La nécropole nationale de Villers-Carbonnel

### Principaux cimetières militaires allemands
- Le cimetière militaire allemand de Fricourt
- Le cimetière militaire allemand de Manicourt à Curchy
- Le cimetière militaire allemand de Montdidier
- Le cimetière militaire allemand de Proyart
- Le cimetière militaire allemand de Rancourt
- Le cimetière militaire allemand de Roye
- Le cimetière militaire allemand de Vermandovillers
- Le cimetière militaire allemand de Villers-au-Flos

### Autres lieux de mémoire
- Le Trou de mine de La Boisselle (Lochnagar Crater), le plus grand trou de mine de la Première Guerre mondiale, encore visible, à Ovillers-la-Boisselle
- Le bois de Wallieux à Soyécourt

### Musées
- L'Historial de la Grande Guerre à Péronne et son annexe de Thiepval;
- Le musée Somme 1916 à Albert;
- Le musée sud-africain du bois Delville à Longueval;
- Le musée franco-australien de Villers-Bretonneux.

## Cérémonies commémoratives

### Cérémonies annuelles
- Chaque 1er juillet, les Britanniques commémorent le début de la bataille de la Somme. Les cérémonies débutent traditionnellement à 7 h 30, au Trou de mine de La Boisselle.
- Chaque 25 avril, une cérémonie se déroule, devant le Mémorial national néo-zélandais de Longueval, dans le cadre de l'ANZAC Day.
- Le deuxième dimanche de septembre, Le Souvenir français organise une cérémonie commémorative à la chapelle de la nécropole nationale de Rancourt.

### Centenaire de la bataille de la Somme

#### Commémorations du1erjuillet 2016
La célébration du centenaire de la bataille de la Somme se déroule tout au long de l'année 2016. C'est autour du 1er juillet, début de la bataille que se sont concentrées les différentes manifestations officielles qui ont débuté dans la soirée du 30 juin à la nécropole nationale de Rancourt, près de Péronne, en présence de Jean-Marc Todeschini, secrétaire d'État aux anciens combattants. Le temps fort de la commémoration a été les cérémonies du 1er juillet qui ont eu lieu au Trou de mine de La Boisselle, au monument écossais de Contalmaison, au Mémorial de Thiepval, à la Tour d'Ulster, au Mémorial terre-neuvien de Beaumont-Hamel, au cimetière militaire allemand de Fricourt, entre autres. Les différentes manifestations se sont déroulées en présence de François Hollande, président de la République française, du prince de Galles et de son épouse Camilia, duchesse de Cornouailles, de son fils aîné, le prince William et de son épouse la princesse Kate, de son fils cadet le prince Harry, de David Cameron, premier ministre du Royaume-Uni, de Michael D. Higgins, président de la république d'Irlande, des autorités religieuses du Royaume-Uni et de Horst Kölher, ancien président de la république d'Allemagne. La veille, la reine Élisabeth II avait déposé une couronne de fleurs sur la tombe du soldat inconnu à l'abbaye de Westminster, au cours d'une veillée funèbre.
Dans la basilique Notre-Dame de Brebières d'Albert, la cantatrice américaine Barbara Hendricks a donné un Concert de la paix accompagné par l'Orchestre de Picardie, le vendredi 1er juillet 2016 à 22 h.

#### Cérémonie du12 juillet 2016
Le président sud-africain Jacob Zuma, s'est rendu à Longueval, le 12 juillet accompagné du secrétaire d'État aux anciens combattants français pour inaugurer, au mémorial national sud-africain du bois Delville, un « mur de la mémoire » sur lequel sont inscrits les noms de 14 000 soldats sud-africains — toutes ethnies confondues — morts au cours des différents conflits du XXe siècle auxquels l'Afrique du Sud participa.

#### Cérémonie du23 juillet 2016
Le 23 juillet 2016, à Pozières, une cérémonie s'est déroulée, dès 8 h 30, sur le site du futur parc-mémorial du moulin à vent où 7 000 petites croix de bois étaient plantées dans le sol. Une ré-inhumation de trois soldats australiens s'est ensuite déroulée au Cimetière militaire britannique des Colonnes, en présence de Dan Tehan, ministre australien des anciens combattants, de l'ambassadeur d'Australie en France et d'Odile Bureau, sous-préfète de Péronne.

#### Cérémonie du15 septembre 2016
Le prince Charles, le ministre de la Défense néo-zélandais, Gerry Brownlee, et le secrétaire d'État français aux Anciens combattants, Jean-Marc Todeschini, ont participé le jeudi 15 septembre 2016 à 11 h, à une cérémonie commémorative au Caterpillar Vallet Cementery de Longueval (Somme), à la mémoire des 8 000 soldats néo-zélandais tués ou blessés au cours de la bataille de la Somme en 1916. La journée de commémoration avait débuté à 6 h 30 par une cérémonie sobre devant le mémorial national néo-zélandais de Longueval.

## Personnalités ayant participé à la bataille de la Somme

### Personnalités tombées lors de la bataille
- George Butterworth, compositeur de musique anglais, disparu à Pozières.
- Camil Campanyà i Mas, nationaliste catalan, engagé au service de la France dans la Légion étrangère, tué à Belloy-en-Santerre.
- Augustin Cochin, historien français, tué à Hardecourt-aux-Bois.
- Đỗ Hữu Vị, originaire de Cholon en Indochine française, aviateur puis capitaine d'un régiment d'infanterie de la Légion étrangère, tué en menant ses hommes à l’assaut du boyau du Chancelier, entre Belloy-en-Santerre et Estrées-Deniécourt.
- Tom Kettle, économiste, journaliste et homme politique irlandais, tué à Ginchy.
- Louis Murat, prince Murat, descendant du maréchal d'Empire Joachim Murat et arrière-arrière-petit-neveu de l'empereur Napoléon Ier, tué à Lihons, où sa famille fit élever un monument à l'emplacement de sa tombe.
- Saki (Hector Hugh Munro, dit), écrivain britannique, tué à Beaumont-Hamel.
- Alan Seeger, poète américain, volontaire dans la Légion étrangère, tué à Belloy-en-Santerre.
- Reinhard Sorge, écrivain allemand, tué à Ablaincourt.
- Edward Wyndham Tennant, poète anglais, tué dans le secteur de Guillemont.

- Marcel Étévé, lieutenant tué à Estrée le 20 juillet 1916, inscrit au Panthéon dans la liste des 560 écrivains morts pour la France

### Personnalités ayant servi dans les armées alliées ou allemande
- Philippe Barrès, journaliste français, fils de Maurice Barrès.
- Paul Charlemagne, peintre français.
- Otto Dix, peintre allemand ; certaines de ses lithographies sont présentées à l'Historial de Péronne.
- Georges Duhamel, écrivain français, chirurgien aux armées.
- Elie Faure, historien de l'art français, médecin militaire pendant la Grande Guerre.
- Harry Fellows, poète anglais.
- Jean Giono, écrivain français.
- Robert Graves, écrivain anglais.
- Jean Hugo, dessinateur, arrière-petit-fils de Victor Hugo.
- René Iché, sculpteur français.
- Jos Jullien médecin généraliste français, homme politique, préhistorien, peintre-graveur et homme de plume.
- Ernst Jünger, écrivain allemand.
- Edlef Köppen, écrivain allemand.
- Antoine de Lévis-Mirepoix, écrivain français
- Pierre Mac Orlan, écrivain français.
- Frédéric Manning, poète et écrivain australien vivant en Angleterre.
- Wilfred Owen, écrivain anglais, un monument à sa mémoire se trouve près de l'écluse de Sailly-Laurette.
- Max Pechstein, peintre allemand.
- Henri Queuille, médecin, homme politique français.
- Siegfried Sassoon, écrivain anglais.
- Jean Taboureau alias Jean des Vignes Rouges, officier et écrivain français.
- J. R. R. Tolkien, écrivain anglais, auteur du célèbre Seigneur des anneaux, roman ensuite adapté avec succès au cinéma.
- Paul Zech, écrivain expressionniste allemand.
- Louis Maufrais, médecin militaire et auteur d’un récit de guerre

Pierre Loti envoyé à Doullens publia ses premiers articles de « reporter de guerre » pour l'Illustration; il écrivit, le 2 octobre, à propos de ce qu'il vit de la bataille :

« Nous découvrons tout à coup vers l'est un immense horizon de collines voilées de fumées blanches […] grand bruit d'orage […]. Et c'est cela, la grande bataille, la plus gigantesque bataille que le monde ait jamais connue, et qui sera la dernière aussi grande sans doute, et qui laissera dans l'histoire une trace horrible. C'est la bataille […] où se joue le sort de notre race et qui nous coûte, rien que sur ce point qu'embrasse notre vue deux cents hommes par jour. »